# بيبي كايويلا
بيبي كايويلا (بالإسبانية: Pepe Cayuela)‏ هو مدرب كرة قدم ولاعب كرة قدم إسباني، ولد في 8 أكتوبر 1950 في فوينخيرولا في إسبانيا.